# Saint-Jean-de-Marsacq
Saint-Jean-de-Marsacq è un comune francese di 1 335 abitanti situato nel dipartimento delle Landes nella regione della Nuova Aquitania.

## Società

### Evoluzione demografica
Abitanti censiti